# Mokro Polje (Ervenik)
Mokro Polje je naselje u općini Ervenik u Šibensko-kninskoj županiji.

## Zemljopis
Mokro Polje je smješteno u sjeveroistočnom dijelu Bukovice, u podnožju planine Kom, 20-ak kilometara jugozapadno od Knina, na putu ka Obrovcu, Velebitu i Zadru. Naselje se prostire od Prevjesa na sjeveru do Ervenika i Ivoševaca na jugozapadu i od Kopinjevca na Komu (zapad) do Radučića na istoku. Kroz Mokro Polje, od Prevjesa ka Erveniku, protiče rijeka Zrmanja.

## Stanovništvo
Prema popisu iz 1991. godine, Mokro Polje je imalo 803 stanovnika: 801 Srbin, nijedan Hrvat i 2 ostala.
Danas tu živi samo dio predratnog stanovništva, pa je prema popisu iz 2001. godine njihov broj iznosio 211, dok je 2011. godini broj stanovnika bio 227.

### Kretanje broja stanovnika za Mokro Polje (Ervenik)
| broj stanovnika | 1051  | 1192  | 1247  | 1351  | 1663  | 1727  | 1668  | 1791  | 1863  | 1910  | 1718  | 1355  | 1119  | 803   | 211   | 227   | 163   |
|                 | 1857. | 1869. | 1880. | 1890. | 1900. | 1910. | 1921. | 1931. | 1948. | 1953. | 1961. | 1971. | 1981. | 1991. | 2001. | 2011. | 2021. |

## Povijest
U periodu od 1991. do 1995. godine, Mokro Polje je bilo na područjima pod kontrolom pobunjenih Srba, da bi nakon vojne operacije Oluja kao oslobođeno naselje se reintegriralo u ustavno-pravni poredak Republike Hrvatske.

## Spomenici i znamenitosti
U Mokrom Polju nalazi se pravoslavna crkva sv. apostola Luke iz 1537. godine. Tu je dugo godina bilo čuvano Mokropoljsko evanđelje, jedno od najstarijih pisanih dijela Srba u Dalmaciji, koje je staro više od 600 godina, a danas se nalazi u Manastiru Krka. Sredinom 1999. godine, u crkvi je podmetnut požar, a obnova koja je započeta 2002. godine još traje.
Od 1952. godine, u Mokrom Polju se nalazio i spomenik palim borcima i žrtvama fašizma, koji je u studenom 1996. godine miniran i uništen.

## Šport
U Mokrom Polju rođena je košarkaška reprezentativka Mira Bjedov-Nikolić.

## Galerija
- Središte naselja
- Pravoslavna crkva sv. Luke
- Most na Zrmanji
- Panoramski pogled naselja i okolice

|  | Portal Hrvatske – Pristup člancima s tematikom o Hrvatskoj. |